# Volkswagen Citi Golf

## Volkswagen Citi Golf

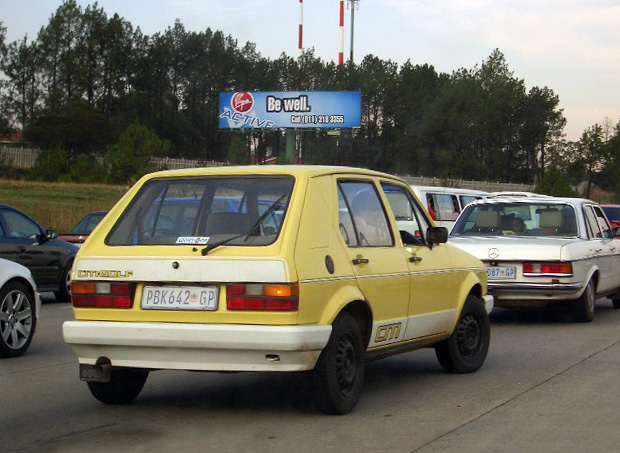
VW Citi Golf на південно африканському автобані

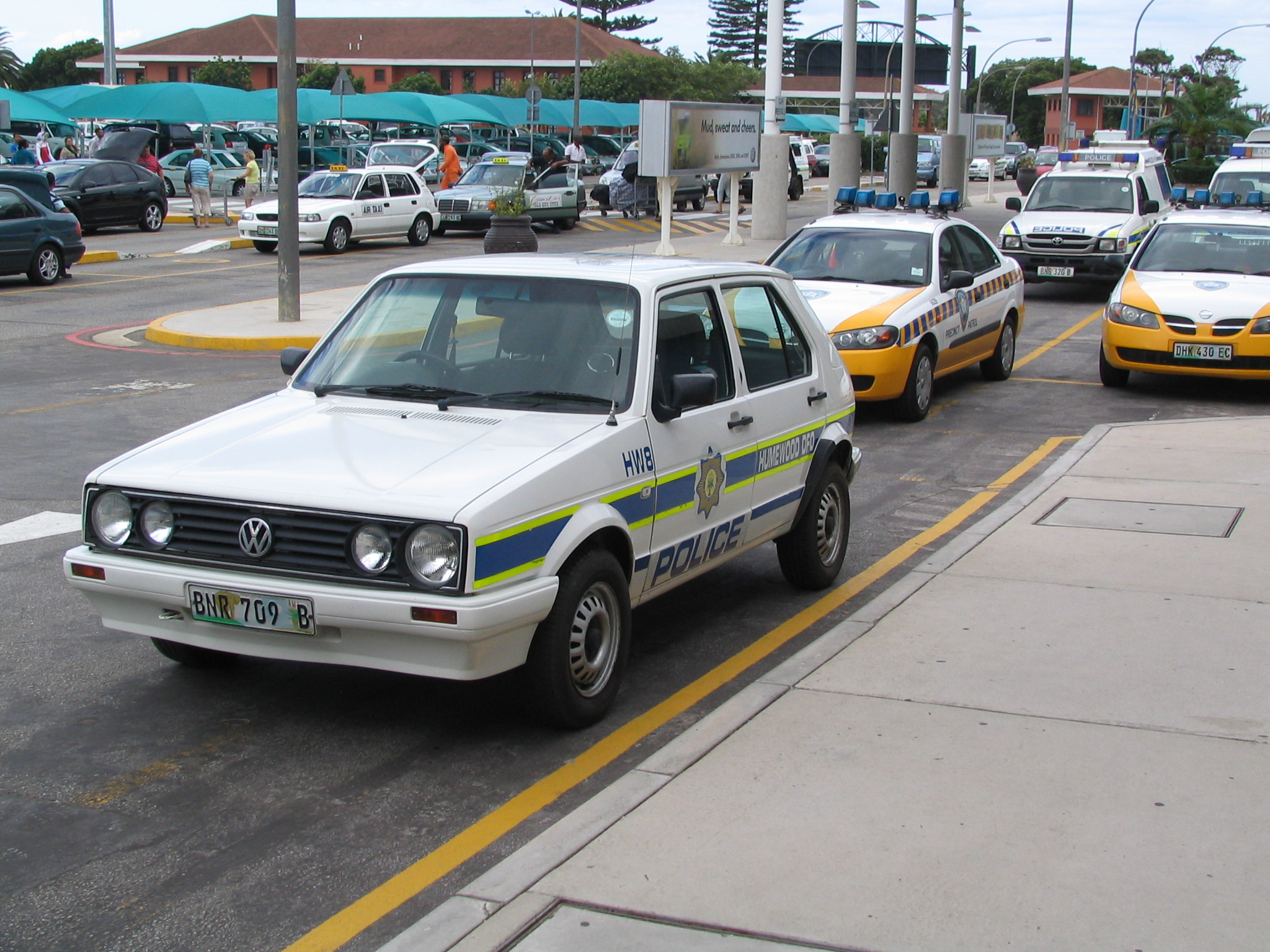
VW Citi Golf південно африканської поліції

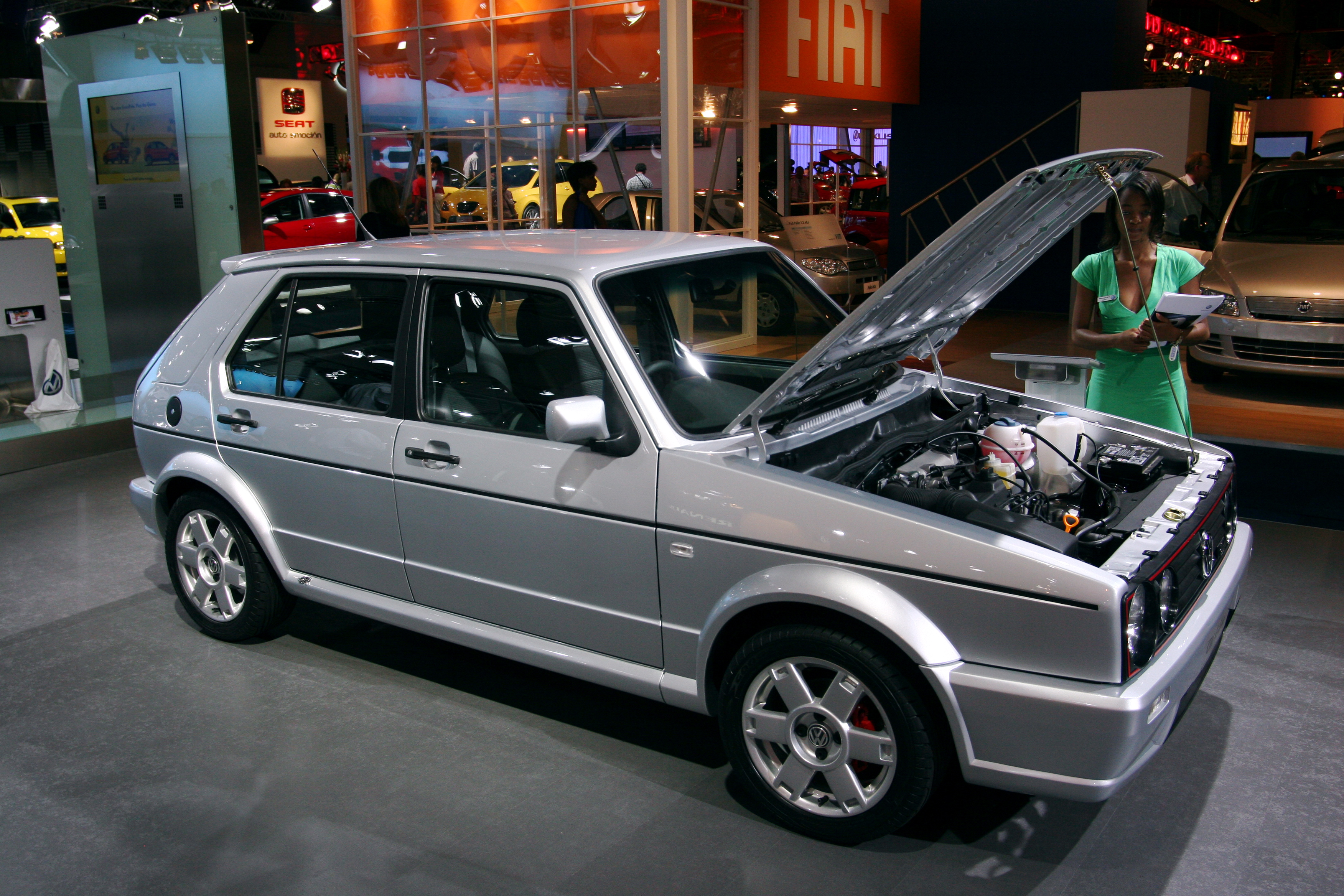
VW Citi Golf R-Line

Фольксваген Golf I випускався з 1978 паралельно на фабриці у Південній Африці. У 1984 почалось виробництво Golf II у Південній Африці. Після того як він, на основі велиликих цін, продавався гірше ніж передбачалось, було відновлено виробництво Golf I під назвою Citi Golf.
Навіть у 2009, отже 35 років після представлення першого VW Golf, вироблявся у Південній Африці похідний від Golf I Citi Golf, ззовні не значно змінений; проте з часом під бляхою знаходилась техніка з Golf III та VW Polo III. Оптично це мікс із елементів Golf I, Golf I Cabrio та Golf II, разом з деякими індивідуальними елементами дизайну (наприклад жолоб у задній стійці кузова).
Паралельно до Citi Golf існує у Південній Африці VW Fox, який є дуже схожим до VW Jetta I.
На початку Citi Golf  був доступний виключно з 4-циліндровим Отто-мотором з 1,3 літри об'ємом та 52 kW (71 кс); для лакування навибір були 3 варіанти фарби. Базовий двигун отримав з часом потужність 54 kW (73 кс) із 1,4 літри об'єму, салон був припасований до духу часу і з 2003 має торпедо від Skoda Fabia та кермо від VW Lupo.
До 2005 року залишили майже 700.000 ехемплярів Citi Golf завод у Південній Африці. Випуск у 2005 пов'язаний з новим рекордом — він був у 3,5 рази вищим ніж у також запропонованого, але й дорожчого  Golf V.
Citi Golf  виробляється виключно правостороннім і виконує норму по вихлопу EU2. Тому він не може бути допущений у ЄС, як новий автомобіль, тут  діє із 1 січня 2005 EU4 як мінімальний стандарт. По техніці безпеки він не може конкурувати з єпропейськими авто. Базовий прайс на Chico 1.4 у Південній Африці становив у  2006 році 67.780 ранд, VeloCiTi 1.6i 98.800 ранд, що відповідає приблизно 6026 і відповідно 8785 євро.
2 листопада 2009 шеф VW-Південна Африка David Powels повідомив про закінчення виробництва Citi Golf.

## Історія моделі
- 1978: Початок виробництва Golf у Пд. Африці
- 1984: Відтепер виробництво як Citi Golf
- 1994: Спецмодель Ritz
- 1995: Спецмодель Chico
- 1996: Кінець виробництва CTi
- 2000: Спецмодель Life und .com (Вироблялись до кінця)
- 2003: Змінені прилади, сидіння і зовнішні дзеркала
- 2007: Змінені задні ліхтарі (стопи)
- 2009: Зупинка виробництва